# Jaime Gálvez
Jaime Gálvez Delgado es un economista peruano. Se desempeñó desde el 19 de noviembre de 2020 hasta el 28 de julio de 2021 en el cargo de Ministro de Energía y Minas del Perú durante el Gobierno de Francisco Sagasti.

## Biografía
Es licenciado en Economía por la Pontificia Universidad Católica del Perú. Tiene estudios en la Universidad de Harvard y la Universidad del Pacífico.
En 1998 fue coordinador del Sistema de Información Laboral en el Ministerio de Trabajo y Promoción del Empleo, bajo la gestión de Jorge González Izquierdo.
En 1998 fue designado secretario ejecutivo del Fondo Nacional de Capacitación Laboral y Promoción del Empleo – Fondoempleo, cargo que ocupó hasta 2007. 
También ha sido director de Articulación en Presupuesto Territorial del Ministerio de Economía y Finanzas y director general de Promoción y Sostenibilidad Minera del Ministerio de Energía y Minas. Asimismo ha sido consultor del Banco Interamericano de Desarrollo.
Fue Gerente del Fondo Minero de Antamina y gerente de Desarrollo Sostenible de Gold Fields.
En 2020 fue designado viceministro de Minas por el presidente Martín Vizcarra. 